# جمعة عباس
جمعة عباس عمر (3 نوفمبر 1994 - ) هو لاعب كرة قدم سوداني محترف، يلعب حالياً كمدافع مع نادي حيدوب الذي ينافس في الدوري السوداني الممتاز، وكذلك مع منتخب السودان لكرة القدم، شارك مع الأخير في كأس الأمم الإفريقية 2021.

## وصلات خارجية
- جمعة عباس على موقع ناشيونال فوتبول تيمز (الإنجليزية)
- جمعة عباس على موقع Soccerway.com (الإنجليزية)